# Yanick Lahens
Yanick Lahens (Porto Príncipe, 22 de dezembro de 1953) é uma escritora haitiana.
Iniciou seus estudos no Haiti, mas concluiu o ensino médio na França e graduou-se em Literatura Comparada na Sorbonne. Em 1978 voltou para o Haiti, onde se dividiu entre a carreira acadêmica (lecionando literaturas francesa e haitiana) e a crítica literária. Fundou a Associação dos Escritores Haitianos. Entre 1996 e 1997, trabalhou no gabinete do então ministro da Cultura, Raoul Peck. Em 1998, dirigiu o projeto Rota da Escravatura, que promoveu debates e reflexões sobre o tema da escravidão no país.
Estreou na literatura em 1994, com Tante Résia et les Dieux, uma coletânea de contos que mostram diferentes aspectos da realidade haitiana, sempre sob o ponto de vista de narradoras femininas. Em 2014 ganhou o Prêmio Femina com o romance Bain de lune.

## Obras
- Tante Résia et les Dieux - L'Harmattan, 1994
- Dans la maison du père - Le Serpent à Plumes, 2000
- La Petite Corruption - Mémoire d’Encrier, 2003
- La folie était venue avec la pluie - Éditions Presses nationales d’Haïti, 2006
- La Couleur de l'aube - Sabine Wespieser Éditeur, 2008
- Failles - Sabine Wespieser Éditeur, 2010
- Guillaume et Nathalie - Sabine Wespieser Éditeur, 2013
- Bain de lune - Sabine Wespieser Éditeur, 2014

### Não-ficção
- L’Exil: entre l’ancrage et la fuite, l’écrivain haïtien - H. Deschamps, 1990